# 全民寫傳記
全民寫傳記是2008年時由台灣桃園縣政府發起的一項文化活動，該活動的宗旨為鼓勵與保存珍貴而隱性的民間傳記文化資產，培養民間傳記書寫人才，促進多元文化發展與融合，並提供地方教學之本土性參考素材。「全民寫傳記—我的故事」活動，號召全國民眾寫傳記，獲選傳主由桃園縣政府協助完成傳記之出版、發行，是台灣公部門機構鼓勵個人出版寫傳記的先例。

## 外部連結
- 桃園縣政府（页面存档备份，存于）
- 桃園縣政府文化局
- 國立台灣文學館（页面存档备份，存于）
- 桃園市公所（页面存档备份，存于）
- udn數位閱讀網* （页面存档备份，存于）
- 全民寫傳記活動官方網站（页面存档备份，存于）